# Kanton Angers-3
 Angers-3 is een kanton van het Franse departement Maine-et-Loire. Het kanton maakt deel uit van het arrondissement  Angers.
In 2020 telde het 41.883 inwoners.

Het kanton werd gevormd ingevolge het decreet van 26 februari 2014 , met uitwerking op 22 maart 2015, met Angers als hoofdplaats.

## Gemeenten
Het kanton omvatte bij zijn oprichting volgende gemeenten:
- Angers  (westelijk deel)
- Beaucouzé
- Béhuard
- Saint-Clément-de-la-Place
- Saint-Jean-de-Linières
- Saint-Lambert-la-Potherie
- Saint-Léger-des-Bois
- Saint-Martin-du-Fouilloux
- Savennières

Op 1 januari 2019 werden de gemeenten Saint-Jean-de-Linières en Saint-Léger-des-Bois  samengevoegd tot de fusiegemeente (commune nouvelle) : Saint-Léger-de-Linières.